# Sciaphilini
Sciaphilini es una tribu de insectos coleópteros curculiónidos de la subfamilia Entiminae.  

## Géneros
- Abarypeithes – Alocyrtus – Ameladus – Amicromias – Archeophloeus – Balchaschia – Barypeithes – Brachysomus – Chaetopantus – Chilodrosus – Chiloneus – Chilonorrhinus – Chionostagon – Cyclomias – Cyrtops – Dinas – Dinosius – Edmundia – Euidosomus – Eusomatus – Eusomomorphus – Eusomus – Foucartia – Hypsomias – Mitostylus – Mylacomorphus – Mylochlamys – Ochnodes – Omiocratus – Paophilus – Pareusomus – Platycopes – Pleurodirus – Plochomorphus – Pseudoptochus – Sauromates – Sciaphilomorphus – Sciaphilus – Sciaphobus – Sciomias – Sericopholus – Stasiodis – Svnaptorhinus – Synechops – Tapinomorphus – Tylauchen – Wittmerella – †Archaeosciaphilus